# 沖縄県道190号平良新里線
沖縄県道190号平良新里線（おきなわけんどう190ごう ひららあらざとせん）は沖縄県宮古島市平良西里と上野新里と結ぶ一般県道。

## 概要

### 区間
- 起点：宮古島市平良字西里（沖縄県道78号平良城辺線）
- 終点：宮古島市上野字新里（国道390号）
- 総延長：13.66km
- 実延長：12.74km

### 通過自治体
- 宮古島市（宮古島）

### 交差する道路
- 沖縄県道78号平良城辺線（起点・宮古島市平良西里）
- 沖縄県道83号保良西里線（起点）
- 沖縄県道243号高野西里線（起点・宮古島市平良下里・平良西里）
- 沖縄県道192号平良久松港線（起点 - 宮古島市平良下里公設市場前）
- 沖縄県道195号野原越七原線（宮古島市平良下里七原）
- 沖縄県道200号川満山中線（宮古島市平良下里）
- 沖縄県道202号宮国線（宮古島市上野野原）
- 沖縄県道246号城辺下地線（同）
- 国道390号（終点）

### 重複路線
- 沖縄県道78号平良城辺線（起点 - 宮古島市平良西里（本路線実際の起点）・同宮古空港北交点 - 同空港ターミナル入口交点）
- 沖縄県道192号平良久松港線（起点 - 宮古島市平良下里公設市場前交点）
- 沖縄県道243号高野西里線（宮古島市平良西里盛加 - 平良下里七原）

### 主要施設
- 宮古島市公設市場（宮古島市平良下里）
- 宮古島市消防本部（同）
- 沖縄県宮古合同庁舎（宮古島市平良西里）
- 宮古空港（宮古島市平良西里・平良下里・平良松原）
- 沖縄上野郵便局（宮古島上野新里）

## 歴史
- 1953年（昭和28年）に琉球政府道として指定、1972年（昭和47年）の本土復帰と同時に県道となった。